# Ndora
Ndora és una vila i comuna/sector (imirenge) de l'antiga província de Butare, al sud-oest de Ruanda, situada uns 10 kilòmetres a l'est de la ciutat de Butare. És una comunitat agrària habitada principalment per hutus. Pauline Nyiramasuhuko va néixer a Ndora en 1946.
Callixte Kalimanzira, Ministre de l'Interior i Desenvolupament Comunal, va anar a Ndora el 7 de juny de 1994 i va advertir la gent que el Front Patriòtic Ruandès (RPF) estava usant nens petits que podrien convenrtir-se en objectius. Es teia que hi havia una foneria de ferro a Ndora. Un gran nombre de dones hutu de la vila es van quedar vídues durant el genocidi de Ruanda.